# Sello Bridgman

Esquema del dispositivo: la parte superior se encuentra fuera del recipiente a presión; la parte inferior está en el interior. El cilindro superior es la unidad de pistón; sobre él se ejerce una fuerza externa para presurizar el recipiente. Los seis cuadrados representan las secciones transversales de tres anillos: el más elevado (gris oscuro) es un material duro, el del medio uno más blando, y el de abajo mucho más blando. Bridgman utilizó originalmente acero duro, acero suave y caucho. El caucho en realidad sobresaldría en una ranura en el anillo de acero blando de arriba, para ayudar a mantenerlo en su lugar (no mostrado). La T invertida es un disco horizontal sobre un eje vertical; comprime los anillos cuando se presuriza el recipiente a presión. El cilindro azul es la muestra que está siendo comprimida.

Un sello Bridgman (en inglés: Bridgman seal), inventado y nombrado en 1914 por el físico y premio Nobel (1946) estadounidense  Percy Williams Bridgman, es un sello o tapón que se utiliza para sellar una cámara de presión y comprimir su contenido a altas presiones (hasta 40.000 MPa), sin fugas ni liberación de la presión.
El concepto utiliza un área desplazable para crear una zona de alta presión entre dos pistones. Un material viscoso como por ejemplo cobre o talco es utilizado en la zona de alta presión que se genera para sellar la zona de alta presión.